# Thermoproteales
A Thermoproteales a Thermoprotei osztály egy rendje. Az archeák – ősbaktériumok – egysejtű, sejtmag nélküli prokarióta szervezetek. Az egyetlen ismert organizmusok amiknek hiányzik az egyszálú kötőfehérjék, helyette rendelkeznek a ThermoDBP fehérjével. Az rRNS génjei ezeknek az organizmusoknak több intront tartalmaznak, a jelenlétük képes hatni az "univerzális" kötő 16S rRNS primerekre amiket gyakran használnak környezeti szekvenáló felmérésekben.